# Železniční trať Skovice – Vrdy-Bučice
Železniční trať Skovice – Vrdy-Bučice byla 3 kilometry dlouhá místní dráha vybudovaná Rakouskou společností místních drah (ÖLEG), provoz byl zahájen 6. ledna 1881, společně s úsekem Čáslav–Žleby tratě Čáslav–Třemošnice Pravidelná přeprava osob byla ukončena v roce 1955. V současné době je trať vlečkou společnosti Goldbeck Prefabeton. Z ní pak ještě odbočuje vlečky Ethanol Energy Vrdy (lihovar vyrábějící bioethanol, který patří do skupiny Agrofert podnikatele a bývalého předsedy vlády Andreje Babiše. a ZZN Polabí Vrdy.
| období jízdního řádu                                                                | číslo tratě a celkový rozsah tratě                     | počet vlaků (v části tratě) |
| ----------------------------------------------------------------------------------- | ------------------------------------------------------ | --------------------------- |
| 1900                                                                                | 44 Skovice – Vrdy-Bučice                               | 5 Sm                        |
| 1918                                                                                | 44 Skovice – Vrdy-Bučice                               | 5 Sm                        |
| 1944                                                                                | 515h Skowitz – Werda-Butschitz / Skovice – Vrdy-Bučice | 6 Sm                        |
| Vysvětlivky Sm – smíšený vlak, N – nákladní vlak s přepravou osob, Os – osobní vlak |                                                        |                             |